# Juegos Mejorados

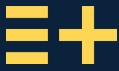
Logotipo de los Juegos Mejorados

Los Juegos Mejorados (en inglés: Enhanced Games) son un evento deportivo internacional no desarrollado en el que los atletas no estarán sujetos a pruebas de drogas. Está dirigido por Aron D'Souza, un empresario australiano,   y está previsto que tenga lugar en 2025.  Las reacciones del mundo del deporte han sido, en general, negativas y los comentaristas destacan los riesgos para la seguridad que supone fomentar el uso de drogas para mejorar el rendimiento. 

## Contenido
Los Juegos Mejorados están destinados a ser el primer evento de este tipo que apoya las drogas para mejorar el rendimiento y no sigue las reglas de la Agencia Mundial Antidopaje.  Las drogas que mejoran el rendimiento no serán obligatorias para los participantes.   Se ha hablado hipotéticamente de tal acontecimiento durante muchos años, pero nunca se ha concretado.    Se permitirán prótesis y tecnología de calzado. 
El evento, anunciado en junio de 2023, será anual e incluirá atletismo, natación, levantamiento de pesas, gimnasia y deportes de combate. Originalmente planeado para diciembre de 2024,    no se han fijado aún una fecha y un lugar específicos a febrero de 2024,  y se prevé que el número de atletas sea "tal vez un par de miles", según D'Souza.  Brett Fraser, director de atletismo de la organización, dice que los deportes incluidos planificados son un "conjunto central de productos" y se pueden mejorar en el futuro.  El tamaño dependerá de la financiación y se prevé que la ubicación sea un campus universitario o una instalación similar en el sur de los Estados Unidos.  Aron D'Souza, presidente de la organización, dijo a principios de 2024 que ahora tenía el capital social para financiar el primer evento. 
En agosto de 2023, los representantes decían que lo que tendría lugar en 2024 sería una "exposición" más pequeña, y que un "evento completo" tendría lugar en 2025.   En febrero de 2024, D'Souza dijo que las consecuencias de los acontecimientos recientes "aceleran todos nuestros cronogramas".  La CNN dijo en octubre de 2023 que era una cuestión abierta si los Juegos se llevarían a cabo alguna vez. 
En mayo de 2025, la organización anunció sus planes de celebrar los juegos en mayo de 2026 en Resorts World Las Vegas, en Winchester (Estados Unidos), e informó que las disciplinas incluidas serán natación, atletismo y halterofilia.

## Personas

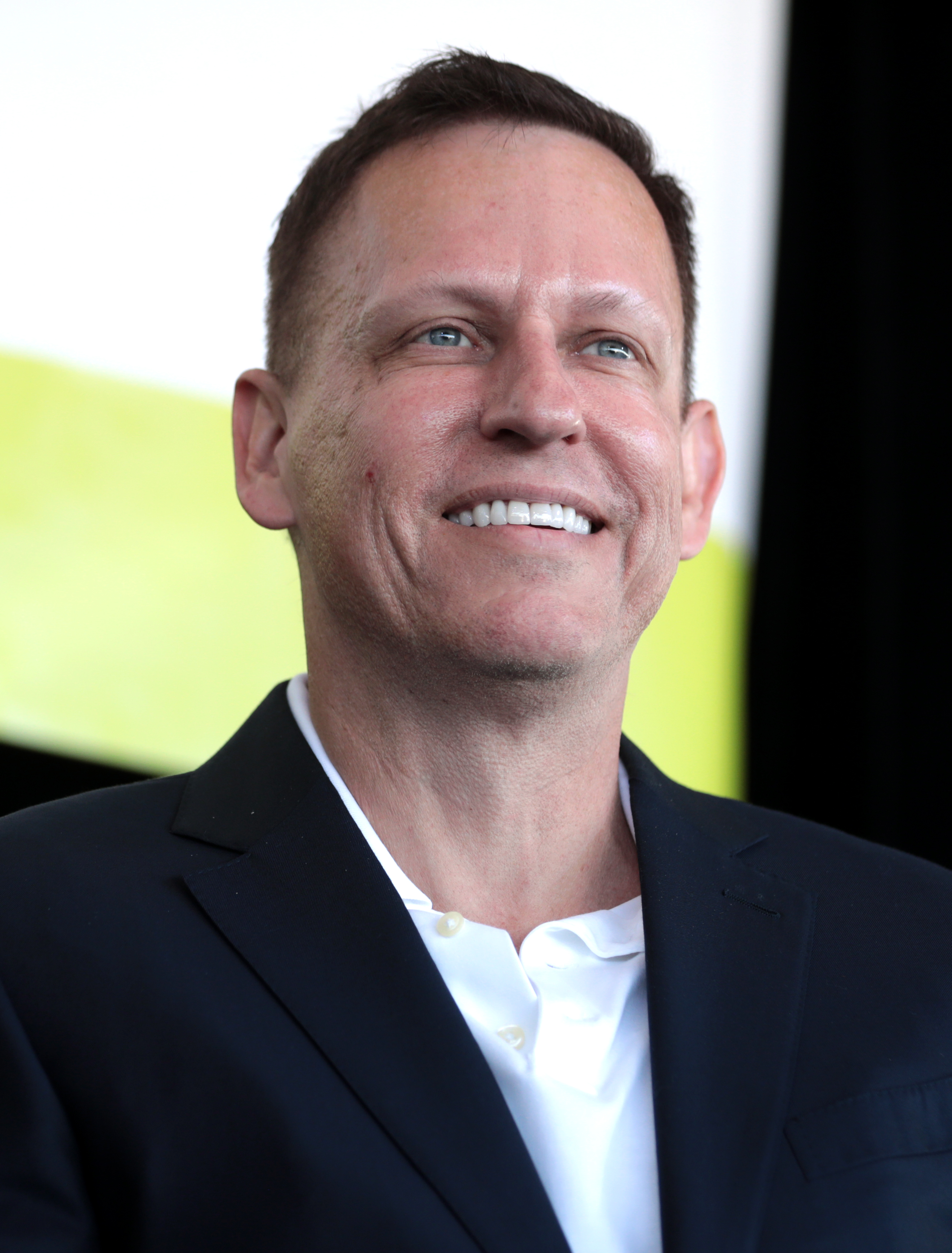
El multimillonario Peter Thiel invirtió en la organización

Aron D'Souza, un empresario australiano afincado en Londres, es presidente de la organización de financiación privada.    Dice que tuvo la idea de los Juegos Mejorados (Enhanced Games) en 2022 cuando notó que muchas personas en un gimnasio estadounidense obviamente estaban usando esteroides.  Estuvo, junto al multimillonario Peter Thiel, involucrado en la demanda Bollea contra Gawker de 2013, que llevó a Gawker a declararse en quiebra. En 2015, cofundó Sargon Capital con Phillip Kingston.   D'Souza dijo:

Los atletas son adultos... y tienen derecho a hacer con su cuerpo lo que deseen - mi cuerpo, mi elección; tu cuerpo, tu elección... Y ningún gobierno, ni ninguna federación paternalista deportiva deberían tomar esas decisiones por los atletas - particularmente con productos que están aprobados y regulados por la FDA.

Si eliminamos todo el desperdicio, las capas de burocracia, la infraestrucura innecesaria, este evento puede ser ejecutado virtualmente por nada y podemos usar todos beneficios extras para pagar a los atletas, para invertir en investigación y desarrollo, construir tecnología cada vez mejor y construir un evento cada vez más grande.

D'Souza considera que el Comité Olímpico Internacional (COI) es corrupto y codicioso y quiere erradicar a la WADA, a la que llama una "fuerza policial anticientífica para el COI". También sostiene que el sistema olímpico no paga lo suficiente a los atletas,   y que los Juegos Olímpicos incluyen demasiados deportes que realmente no importan. 
Los atletas olímpicos adscritos a la organización incluyen a Brett Fraser, Roland Schoeman y Christina Smith .   Otras personas incluyen al genetista George Church .  
En enero de 2024, los Juegos Mejorados (Enhanced Games) anunciaron que habían conseguido una ronda de inversión multimillonaria de capitalistas de riesgo, incluidos Thiel y Balaji Srinivasan .  

### Deportistas
El nadador y medallista olímpico australiano James Magnussen dijo en febrero de 2024 que tiene intención de salir de su retiro para competir en los juegos en un intento de batir el récord mundial de 50 metros estilo libre . D'Souza prometió un premio de 1 millón de dólares si lo rompía, y Magnussen dijo que "... hasta las cejas... lo romperá en seis meses".   También dijo que el dinero podría permitirle afrontar la próxima década, que el deporte es entretenimiento y, a veces, se toma demasiado en serio,  y "esto no es para todos y, ciertamente, no es algo para los atletas jóvenes".  Según declaraciones de Magnussen, hasta mayo de 2025 había consumido varias sustancias para mejorar el rendimiento, entre ellas testosterona, BPC-157, CJC-1295, ipamorelina y timosina.

## Reacciones
Fraser declaró en julio de 2023 que más de quinientos atletas se habían puesto en contacto con él para pedirle más información.  En agosto, D'Souza dijo que tenía 500 "atletas durmientes" que están "batiendo récords mundiales en su sótano y enviándonos vídeos de ello", listos para competir.  En febrero de 2024, dijo que miles de deportistas interesados en participar se habían puesto en contacto con él.  La CNN comentó en octubre de 2023 que hasta el momento ninguno de estos deportistas parecía dispuesto a hablar públicamente. 

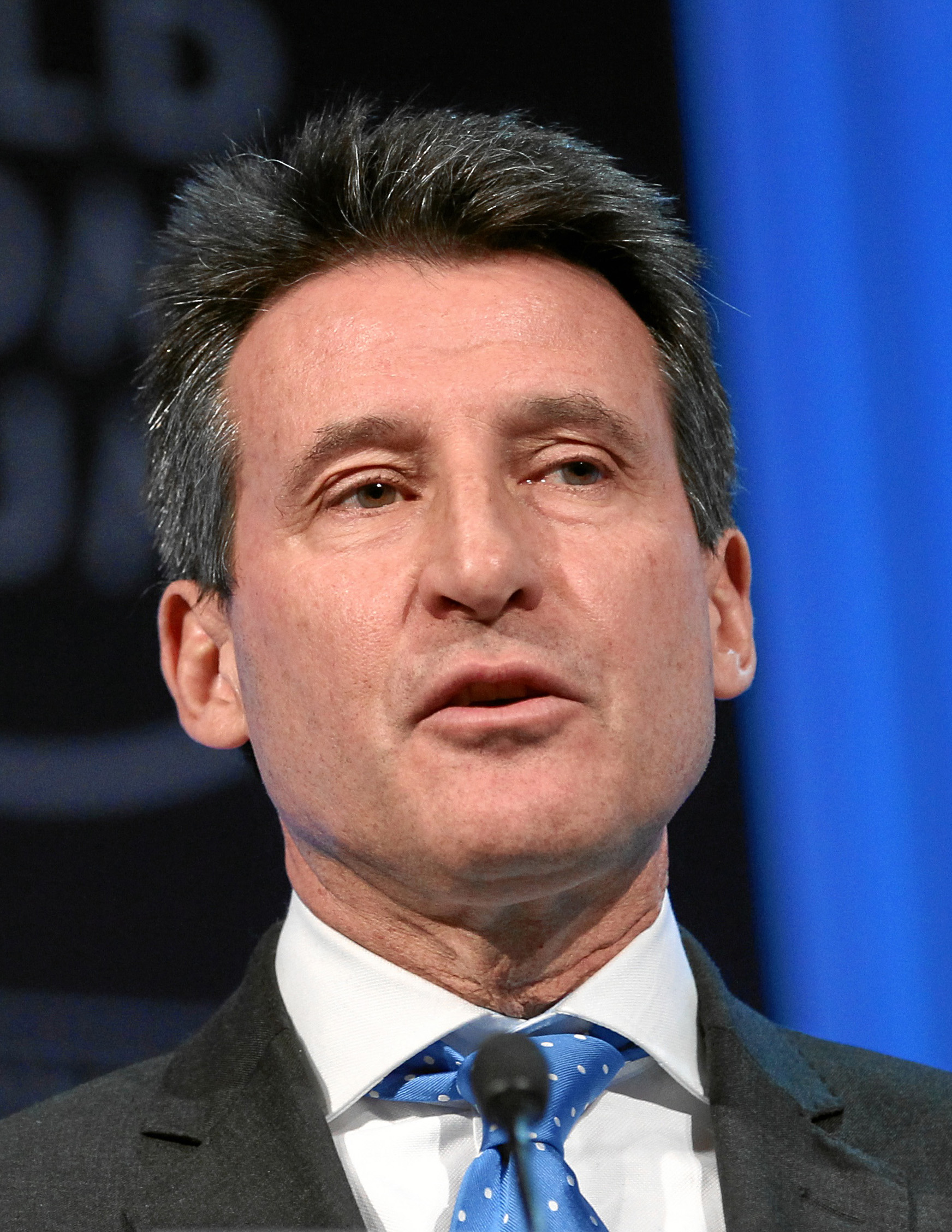
Sebastian Coe, presidente de World Athletics, afirmó: "Nadie dentro del atletismo se toma en serio los Juegos Mejorados".

El COI declaró: "Si se quiere destruir cualquier concepto de juego limpio y competencia leal en el deporte, esta sería una buena manera de hacerlo... Esto está completamente en desacuerdo con la idea y los valores de los Juegos Olímpicos".  El Comité Olímpico Australiano calificó la idea de "peligrosa e irresponsable".   Un representante del Comité Olímpico Sueco dijo: "Lo veo como algo mal concebido, miope y temerario y algo diferente a un deporte".  UK Antidopaje dijo en una declaración que "la misión de UKAD es proteger el deporte de las trampas de dopaje. No hay lugar en el deporte para las drogas que mejoran el rendimiento, ni tampoco para los Juegos Mejorados". 
Travis Tygart, director ejecutivo de la Agencia Antidopaje de Estados Unidos (USADA), dijo: "una farsa... probablemente ilegal en muchos estados (de EEUU)" y "un espectáculo de payasos peligroso, no un deporte real".  Sebastian Coe, presidente de World Athletics, dijo: "Nadie dentro del atletismo toma en serio los Juegos Mejorados".  La AMA declaró que "advierte a los atletas y al personal de apoyo que deseen participar en un deporte limpio, que si participaran en los Juegos mejorados, correrían el riesgo de cometer violaciones de las normas antidopaje según el Código Mundial Antidopaje". ".  El director ejecutivo de Sports Medicine Australia dijo que ningún miembro de la organización había expresado su apoyo a los Juegos Mejorados en su calidad de profesionales de la salud. 
El director ejecutivo de la Comisión Australiana de Deportes dijo: "No veo a ninguna persona responsable y ética pensando que los Juegos Mejorados sean ni remotamente sensatos".  Rahul Gupta, director de la Oficina de Política Nacional de Control de Drogas, afirmó que la administración Biden tenía profundas preocupaciones con respecto a los Juegos Mejorados. 
La ciclista y medallista de oro olímpica Anna Meares dijo: "Injusto, inseguro; simplemente no creo que esta sea la forma correcta de abordar el deporte".  El ciclista Joseph M. Papp, suspendido por dopaje en 2006, se refirió a un sketch de Weekend Update de 1988 y dijo: "No creo que realmente veas a muchachos arrancándose los brazos... Todo simplemente invita a la persona más ambiciosa a ser la persona más imprudente y a tomar la mayor cantidad de drogas posible sin literalmente suicidarse".   La jugadora de bádminton Susan Egelstaff declaró: "No puede funcionar y no funcionará. El peligro es enorme".  La nadadora y medallista de oro olímpica Leisel Jones declaró que si bien ella misma no participaría debido a los riesgos, estaría interesada en saber cuán alto podrían llegar las personas con el dopaje, diciendo: "Si esto elimina a las personas que... están haciendo cosas ilegales en el deporte, si eso los expulsa de nuestro deporte limpio, sería maravilloso".  
La nadadora y medallista de oro olímpica Libby Trickett dijo que era comprensible que los Juegos Mejorados atrajeran fascinación e interés, y que "realmente, realmente, realmente espero que se haga bajo supervisión médica porque esa es la única manera en que puedo justificar en mi cabeza que algo como esto pueda seguir adelante."  El nadador olímpico Mark Foster expresó puntos de vista similares, señalando también que el dinero tiene atractivo.  El exjugador de fútbol australiano Adam Cooney declaró: "Yo diría que entre el 90 y el 95 por ciento de la población levantaría la mano y haría (lo que hizo James Magnussen). No se acercarán a un récord mundial, obviamente, pero es bastante atractivo". 
Andy Miah, profesor de comunicación científica y medios futuros en la Universidad de Salford, calificó los Juegos Mejorados como una "provocación", diciendo que: "el riesgo significativo de que los atletas mejoren excesivamente y arriesguen complicaciones de salud significativas no se aborda en sus materiales. Por lo que puedo ver, en el sitio web no se menciona la supervisión médica en el concurso." Fraser afirmó que: "Cada deportista debe estar bajo supervisión clínica".   y según D'Souza: "Nos centraremos en la seguridad de los atletas exigiendo que los atletas se sometan a exámenes clínicos de todo el sistema antes de la competición, incluidos análisis de sangre y electrocardiogramas".  El escritor científico Ronald Bailey dijo: "Dejemos que los fanáticos decidan qué obra prefieren".  Grigory Rodchenkov, antiguo jefe del laboratorio antidopaje de Moscú, afirmó que se trataba de un "peligro para la salud y para el deporte".  El académico John William Devine dijo que: "En un mundo deportivo en el que la desigualdad de oportunidades ya es rampante, la eliminación de la prohibición de dopaje sólo profundizaría una falla moral existente". 
The Spectator opinó que: "En cualquier disciplina, sólo buscamos descubrir quién es el más rápido, el más fuerte, el más preciso o el más coordinado. Lo que es absolutamente crucial, al menos en lo que respecta a retener el interés de los espectadores, es que la ventaja sea natural."  El redactor deportivo del Daily Telegraph comentó que: "Sorprendentemente, parece una idea más desarrollada que la Superliga europea".  Cyclist se preguntó quién estaría dispuesto a patrocinar el evento y señaló que a finales de julio no se mencionaba ningún patrocinador en el sitio web de los Juegos Mejorados.  Un periodista del Globe and Mail dijo: "Lo admito, tengo una curiosidad increíble por ver a una persona "mejorada" corriendo más rápido que Usain Bolt o nadando mejor que Michael Phelps. Pero no me gustaría ser esa persona, y apuesto a que tampoco lo harán los atletas serios que hasta ahora han logrado evitar infracciones de dopaje". 
The Independent dijo que si bien el mundo del deporte se ha mostrado mayoritariamente desdeñoso: "D'Souza es inteligente y está bien conectado, y ha conseguido grandes objetivos antes. Así que cuando dice que esto va a suceder, habla muy en serio".  El columnista deportivo del Sydney Morning Herald dijo que "los Juegos Mejorados son un concepto peligroso e inicuo".  Outsports criticó el uso de D'Souza del lenguaje LGBTQ como "salir del armario" para describir a los atletas que usan abiertamente drogas para mejorar el rendimiento. 